# Héctor Palacios
Héctor Palacios, cuyo nombre completo era Héctor Eloy Eguía Palacios fue un cantor, autor y compositor argentino de tango que nació el 20 de marzo de 1909 en la ciudad de Rosario, provincia de Santa Fe, Argentina y falleció en Buenos Aires, Argentina, el 6 de abril de 1987. 

## Carrera profesional
Su familia, entre las que había varios músicos, alentó su vocación artística y ya a los 11 años hizo sus primeras incursiones en el escenario: en el Royal Park en su ciudad natal, en algunas funciones de Cuando un pobre se divierte, de Alberto Vaccarezza, por la compañía de Eduardo Ricart y –ya en 1923- en LT3 Radio Sociedad Rural de Cerealistas.
A los 14 años cantaba junto a Agustín Magaldi -no a dúo, sino cada uno por separado- en giras por pueblos del interior de su provincia sustentadas mediante rifas que hacían antes de la actuación. Su carrera como cantor tiene a continuación algunos baches hasta que en 1930 llega a cantar en radioemisoras de Buenos Aires: en LR5 (primero Radio Brusa y luego Radio Excelsior), después en LR7 Radio Buenos Aires, y nuevamente en LR5. Hace actuaciones en el Teatro París y dos años después pasa a LR9 Radio Fénix.
Su carrera profesional siguió exitosamente en salas de Buenos Aires y de Montevideo y en presentaciones en diversas radios, incluyendo LP6 Radio Casa América, LS6 Radio del Pueblo, LS2 Radio Prieto y LS8 Radio Stentor.
El 7 de abril de 1933 participó junto a más de treinta primeras figuras de la música y el teatro –incluyendo a Carlos Gardel- de un festival artístico en el Teatro San Martín, con una transmisión fuera de lo común en esa época por cuatro radios en cadena, a beneficio de Raúl Riganti y Antonio Gaudino para posibilitarles su participación en las 500 Millas de Indianápolis.
En la década de 1940 Palacios hace giras por localidades del interior de Argentina y presentaciones en Montevideo, en Buenos Aires y por diversas radioemisoras. A comienzos de los 50’ hace una extensa gira –que se extiende por dos años- por países de América.
Después que en mayo de 1954 una ley hizo obligatoria la inclusión de artistas de variedades que actuaran en vivo en las salas cinematográficas de más de 800 butacas –la ley llamada del “número vivo”- Palacios fue un gran defensor de esta norma que generaba una importante fuente de trabajo en el gremio.
En 1955 grabó otros cuatro temas en RCA Victor: la milonga “Muchas gracias mendocino”, un homenaje al campeón mundial de boxeo Pascualito Pérez, el tango “Yo protesto”, la canción “Pájaro chogüí” y una nueva versión de su viejo éxito: Remembranza.
Luego de una extensa gira por América Latina, que incluyó un gran éxito en Cuba, volvió a Buenos Aires y fue retirándose paulatinamente de la vida artística, aunque hizo algunas grabaciones más, así como algunas presentaciones en televisión.

## Grabaciones
En marzo de 1936 hizo sus primeros registros para la compañía RCA Victor que son el tango A mi madrecita y el vals Qué tienen tus ojos; el mismo año grabó la marcha La canción del estudiante, el gato polkeado En el lazo, el tango Mano a mano y el vals Álzame en tus brazos, en los que alternó el acompañamiento de guitarras con una orquesta. Al mismo tiempo actuó como solista de la Orquesta Típica Victor, con la que grabó tres piezas.
En 1937 lo contrató el sello Odeon, para el que registró varios temas, incluyendo su gran éxito como intérprete: el tango Remembranza, de Melfi y Battistella.

## Trabajos en cine
En 1938 hizo su debut en cine en El casamiento de Chichilo dirigido por Isidoro Navarro y en 1940 y 1941 fue la primera figura en dos filmes de Julio Irigoyen: El cantor de Buenos Aires (lema con el que se identificará a partir de entonces) y El cantar de mis penas. Trabajó más adelante en otros filmes, incluyendo Se acabaron las mujeres rodado en México en 1946, junto a Vicente Padula con la dirección de Ramón Peón, filme donde Palacios aparece vistiendo un frac que había pertenecido a Gardel. Su última aparición en cine fue en 1956 en Bendita seas dirigido por Luis Mottura.

## Autor
A los 11 años compuso el tango El negro Flores, con letra de su padre y después siguieron, entre otras composiciones: el vals Qué tienen tus ojos, en colaboración con F. Collia; los tangos Viejo portón, con Máximo Orsi; Hacé bulín, con Manuel Sabino; Ya sé que siguen hablando, con Iván Diez; Se fue Gardel, con Andrés Rubio; En nombre de Dios, con Nolo Gildo y S. Beguel; D’Arienzo vos sos el Rey, con Amleto A. Villa, ¿Sabés por qué?, Sangre del suburbio y A mi madrecita (letra y música) en homenaje a su madre que falleciera cuando él tenía diez años.

## Valoración
Su voz tenía registro de tenor, con un vibrato natural de excelente rendimiento en las notas graves y dentro de un estilo de interpretación original, aunque imitado más adelante por otros cantores en los años treinta, lo proyecta pronto como un interesante “cantor nacional” capaz de fluctuar con solvencia entre la música ciudadana y la rural, aunque decididamente volcado hacia el tango.
Héctor Palacios falleció en la ciudad de Buenos Aires el 6 de abril de 1987. 

## Filmografía
- Bendita seas (1956) .... El cantor
- A La Habana me voy (1951)
- Se acabaron las mujeres (1946) (México)
- El alma de un tango (1945)
- Un muchacho de Buenos Aires (1944)
- El cantar de mis penas (1941)
- El cantor de Buenos Aires (1940)
- El casamiento de Chichilo (1938)